# 1950 في إسرائيل
فيما يلي قوائم الأحداث التي وقعت خلال عام 1950 في إسرائيل.

## سياسة

### تعيين في المنصب
- 1 نوفمبر – بنحاس لافون وزير الزراعة والتنمية  [لغات أخرى]‏.

### انتهاء فترة المنصب
- 20 أبريل – أفراهام تافيف عضو الكنيست [الإنجليزية]‏.
- 1 نوفمبر – دوف يوسف وزير الزراعة والتنمية  [لغات أخرى]‏.

## مواليد

### يناير
- 1 يناير – إيال عوفر رئيس تنفيذي لشركة إسرائيلي.
- 1 يناير – كرمي جيلون دبلوماسي إسرائيلي.
- 1 يناير – ليانة بدر كاتبة فلسطينية.

### مارس
- 19 مارس – داليا رابين بيلوسوف سياسية إسرائيلية.

### أبريل
- 2 أبريل – نعيم عرايدي
- 10 أبريل – حاييم رامون سياسي إسرائيلي.

### مايو
- 4 مايو – عفيف صافية دبلوماسي فلسطيني.

### يونيو
- 17 يونيو – إيتان بروشي سياسي إسرائيلي.
- 24 يونيو – موشيه يعلون سياسي إسرائيلي.

### سبتمبر
- 18 سبتمبر – منيب يونان
- 22 سبتمبر – ليمور ليفنات سياسية إسرائيلية.

### أكتوبر
- 11 أكتوبر – عاموس غيتاي

### نوفمبر
- 3 نوفمبر – ميشيل خليفي مخرج أفلام فلسطيني.

### ديسمبر
- 24 ديسمبر – زهير بهلول صحفي إسرائيلي.

## وفيات

### يناير
- 1 يناير – عيسى العيسى (مواليد 1878) كاتب فلسطيني.